# Barbara Ann
«Barbara Ann» es una canción escrita por Fred Fassert e interpretada por The Regents en 1961. Esta misma grabación alcanzó el puesto n.º 13 en el Billboard Hot 100. También existen las versiones de la banda estadounidense The Beach Boys y la argentina Los Super Ratones.

## Barbara Ann por The Beach Boys
Aunque existen varias versiones de esta canción, la más famosa es la del grupo estadounidense The Beach Boys. La canción fue editada como sencillo el 20 de diciembre de 1965, con el lado B "Girl Don't Tell Me". Esta versión fue más exitosa que la original, llegando al segundo puesto en Billboard y al número uno en Cash Box, mientras que en el Reino Unido alcanzó el tercer puesto. Esta canción se encuentra al final del álbum Beach Boys Party. El sencillo fue editado por Capitol Records, y puesto en venta sin la autorización de la banda. "Barbara Ann" entró en las listas de éxitos de al menos catorce países, siendo hasta ese momento el corte de la banda con más repercusión internacional, hasta el lanzamiento de "Good Vibrations" en 1966. 

### Curiosidades
Se parodia a esta versión de The Beach Boys en toda la saga de películas Despicable Me (Gru: Mi villano favorito en España y Mi Villano Favorito en Latinoamérica) en la canción The Banana Song de Los Minions.
Brian Wilson y Dean Torrence, de Jan and Dean, fueron quienes grabaron la canción, aunque en los créditos aparecería interpretada solo por Brian, en voz líder, Dean no fue acreditado en el álbum. Al final se puede escuchar a Carl Wilson diciendo "Thanks, Dean".

## Publicaciones
Esta canción fue incluida en el álbum de estudio Beach Boys' Party! de 1965, en 1966 fue incluida en el exitoso EP británico Hits, más tarde fue compilado en Best of The Beach Boys Vol. 2 de 1967, también fue incluida en el álbum Made in U.S.A. de 1986, en el álbum Spirit of America de 1975, 20 Golden Greats de 1976, en Summer Dreams de 1990, en el exitoso box set Good Vibrations: Thirty Years of The Beach Boys de 1993, The Greatest Hits - Volume 1: 20 Good Vibrations 1999, en The Very Best of The Beach Boys como también en el compilado de archivos Hawthorne, CA ambos de 2001, en Sounds of Summer: The Very Best of The Beach Boys de 2003 y en el box Platinum Collection: Sounds of Summer Edition de 2005.
La canción fue grabada también por The Who, lanzada en noviembre de 1966 en el EP Ready Steady Who, cantada por Keith Moon, incluyéndose también en la película The Kids Are Alright. Blind Guardian también versionó la canción en el álbum Follow the Blind.

### En vivo
"Barbara Ann" fue interpretada por primera vez en el show de Bob Hope y Jack Benny. También ha sido interpretada en Live in London, de 1970, y en Good Timin': Live at Knebworth England 1980, lanzado en el 2002. En An All-Star Tribute to Brian Wilson, de 2001, Brian Wilson cantó esta canción con su conjunto.

## Créditos
- Brian Wilson: voz, bajo
- Dean Torrence: voz
- Al Jardine: voz (coro), Guitarra
- Bruce Johnston: voz (coro)
- Mike Love: voz (coro)
- Carl Wilson: voz (coro), Guitarra
- Dennis Wilson: voz (coro)

## Banda sonora
- The Hollywood Knights de 1980
- Surf Ninjas 1993
- Roseaux sauvages, Les de 1994